# Guiu de Pomposa
Guiu de Pomposa (Casamari, prop de Ravenna, Estats Pontificis, segona meitat del s. X - Borgo San Donnino, 31 de març de 1046) fou un abat benedictí italià. És venerat com a sant per diverses confessions cristianes.

## Biografia

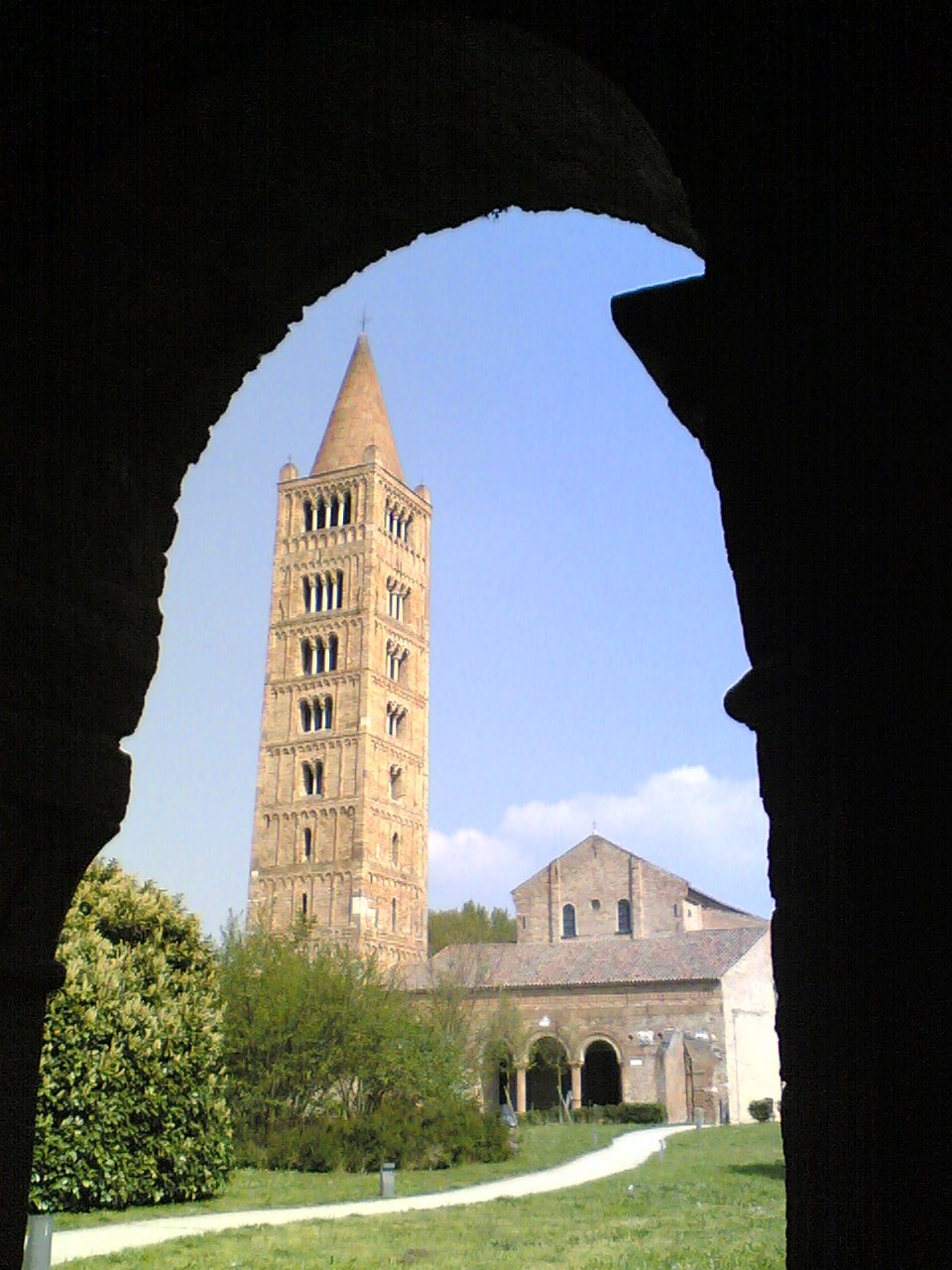
Abadia de Pomposa.

De jove es dedicà a estudiar, mentre vivia amb la seva família, sense intenció d'ésser eclesiàstic. Va canviar d'idea quan, en donar la seva roba a un pobre que trobà i vestir-se amb un sac, decidí de fer vida religiosa. Feu pelegrinatge a Roma i hi rebé la tonsura; anà després a Terra Santa. En tornar a Ravenna es retirà a fer vida eremítica sota la guia de l'eremita Martí, abat de Pomposa (Codigoro, província de Ferrara). Quan Martí morí, el succeí com a abat en 998.

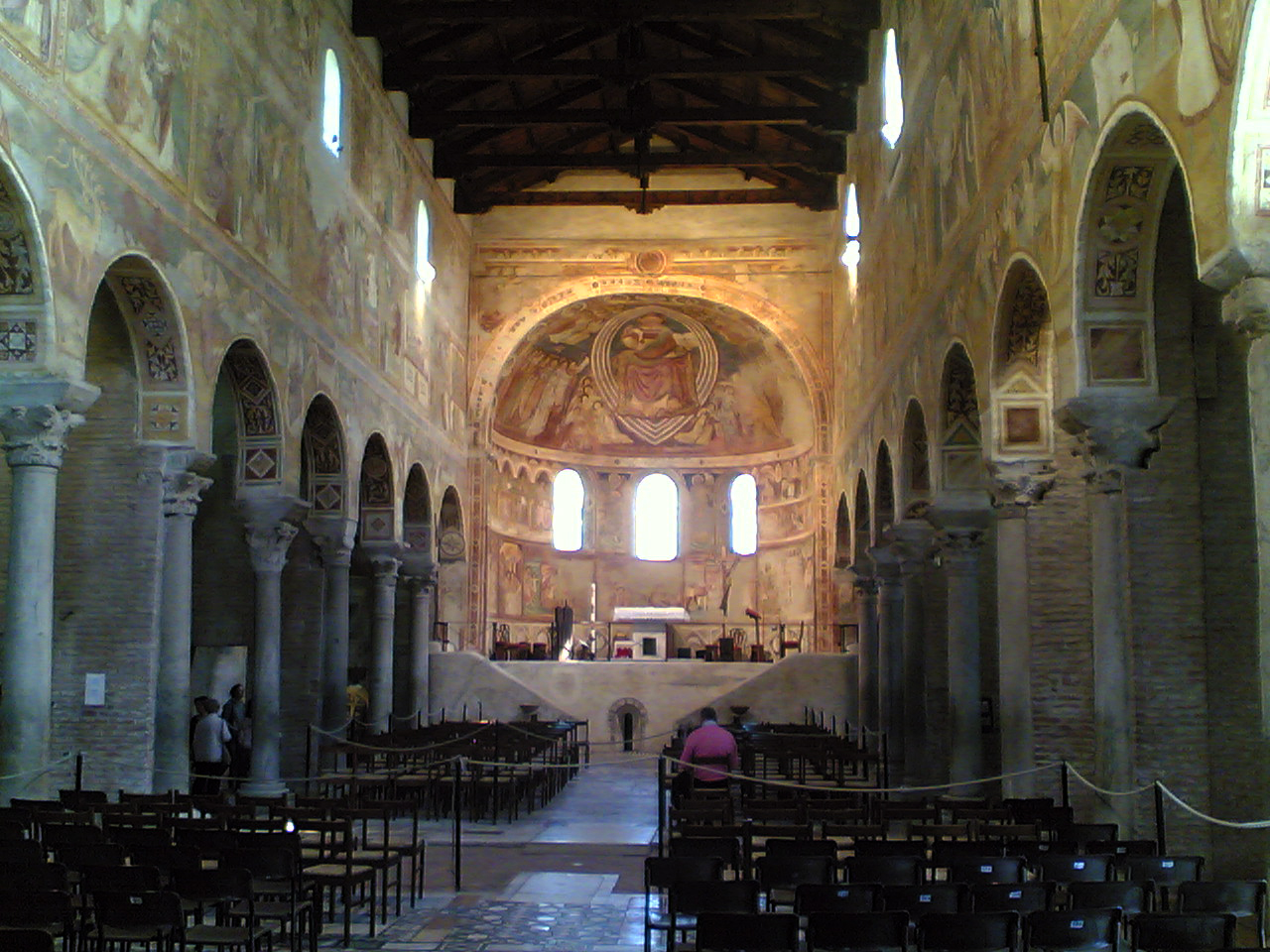
Abadia de Pomposa.

Sota el seu mandat, el monestir conegué un període de gran desenvolupament, tant en la construcció de nous edificis, com el nombre de monjos i la influència cultural i espiritual. Col·laborà amb l'arquebisbe Gebeard en la reforma eclesiàstica, afavorí l'aplicació de la reforma en l'àmbit musical (entre els monjos de Pomposa en aquell moment hi havia Guido d'Arezzo, renovador de la música i inventor del tetragrama). Convidat per l'emperador Enric III, anà a trobar-lo a Piacenza, però emmalaltí de camí i morí a Borgo San Donnino (actual Fidenza) el 31 de març de 1046.

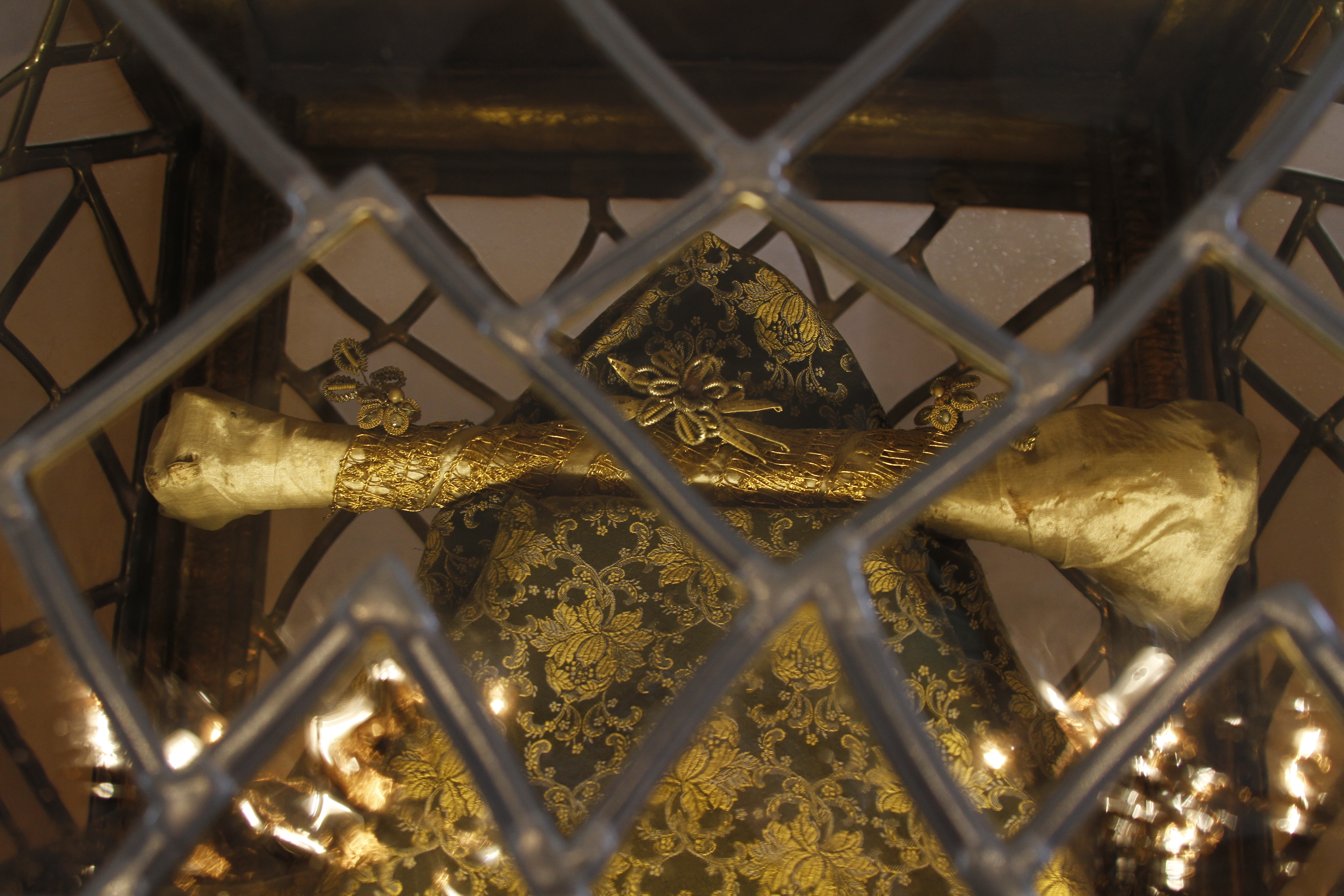
Reliquia.